# Chatmonchy
Chatmonchy (チャットモンチー, chattomonchī) is een Japanse rockband. Eriko Hashimoto (gitaar, stem) en Akiko Fukuoka (basgitaar, achtergrondzang) zijn de huidige leden. Kumiko Takahashi (drum, achtergrondzang) is een ex-lid. De bandleden komen uit Tokushima te Shikoku. Sinds 2005 maken ze deel uit van Sony Music Entertainment Japan's label Ki/oon Music.

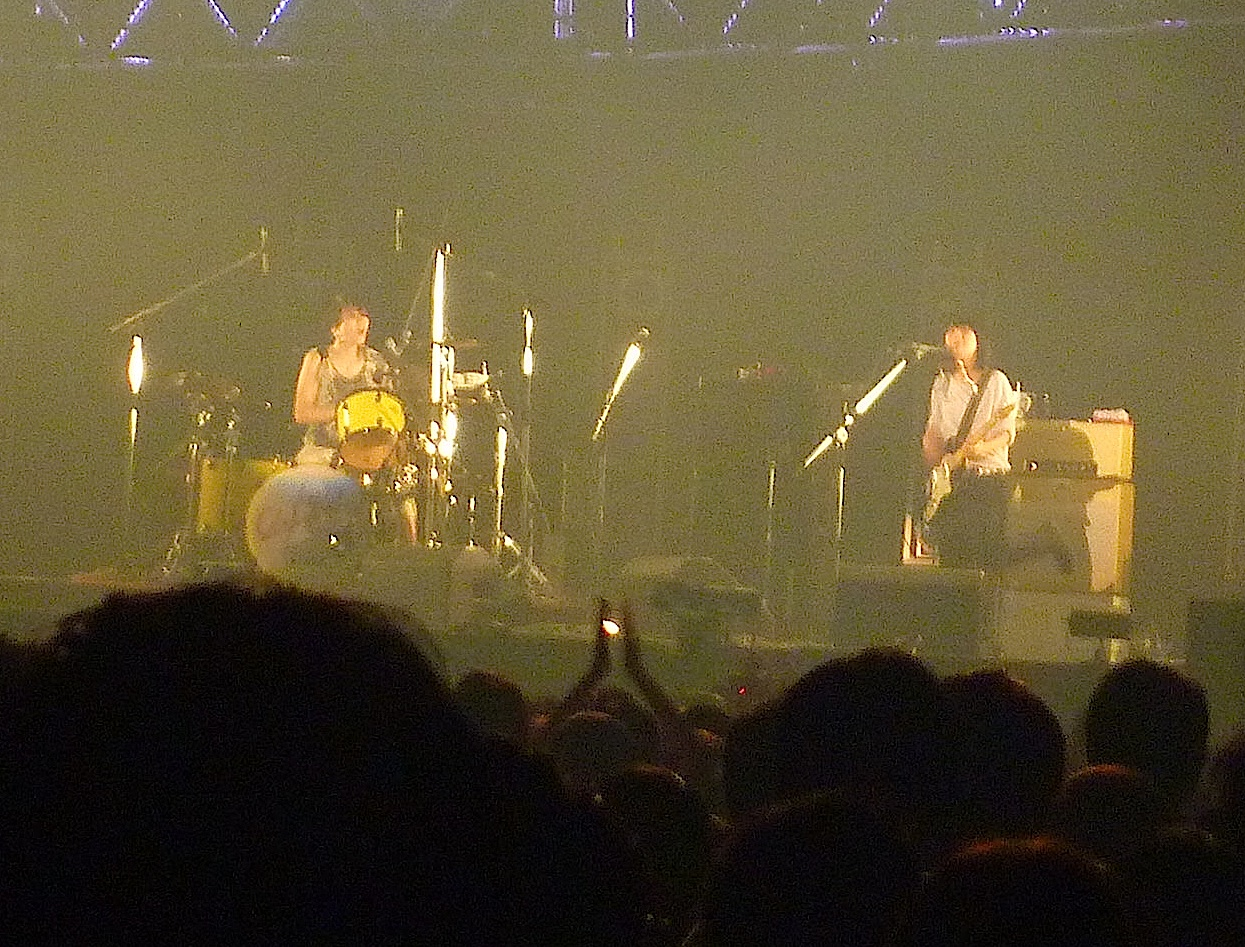
Akiko Fukuoka & Eriko Hashimoto live, 2011.

Hashimoto richtte de band op in 2000 tijdens haar middelbareschooltijd. De naam komt voort uit de woorden "chat", welke het trio willekeurig koos uit een woordenboek, en "Monchi", wat verwijst naar de Monchhichi aapjes.
Op 24 november 2017 kondigde Chatmonchy het einde van de band aan. Hun laatste cd, Tanjo, kwam uit in juni 2018.

## Discografie

### Singles
- Maart 2006: Koi no Kemuri (恋の煙)
- Juni 2006: Renai Spirits (恋愛スピリッツ)
- November 2006: Shangri-La (シャングリラ)
- April 2007: Joshi Tachi ni Asu wa Nai (女子たちに明日はない)
- Juni 2007: Tobi Uo no Butterfly / Sekai ga Owaru Yoru ni (とび魚のバタフライ/世界が終わる夜に)
- September 2007: Daidai (橙)
- Februari 2008: Hira Hira Hiraku Himitsu no Tobira (ヒラヒラヒラク秘密ノ扉)
- Juni 2008: Kaze Fukeba Koi (風吹けば恋)
- November 2008: Somaru Yo (染まるよ)
- Februari 2009: Last Love Letter

### Dvd's
- 2007: Chatmonchy Restaurant Zensai (チャットモンチー レストラン 前菜; Chatmonchy Restaurant Appetizer)
- Februari 2008: Chatmonchy Restaurant Soup (チャットモンチー レストラン スープ; Chatmonchy Restaurant Soup)
- November 2008: Chatmonchy Restaurant Main Dish (チャットモンチー レストラン メインディッシュ; Chatmonchy Restaurant Main Dish)

### Albums
- 2004: chatmonchy ni Naritai (チャットモンチーになりたい; We Wanna Be chatmonchy)
- 2005: chatmonchy has come
- 2006: Miminari (耳鳴り; Ringing Ear)
- 2007: Seimeiryoku (生命力; Vitality)
- 2009: Kokuhaku (告白; Confession)
- 2010: Hyōjō <Coupling Collection> (表情; Expression)
- 2010: Awa Come
- 2011: You More
- 2012: "Chatmonchy BEST 2005-2011"
- 2012: Henshin (変身; Transformation)
- 2015: Kyōmei (共鳴; Resonance)
- 2018: Tanjō (誕生; Birth)